# Anaconda Copper Mining Company
Die Anaconda Copper Mining Company (ACM) war ein US-amerikanisches Bergbauunternehmen und eine der größten Bergbaufirmen der Welt.

## Geschichte

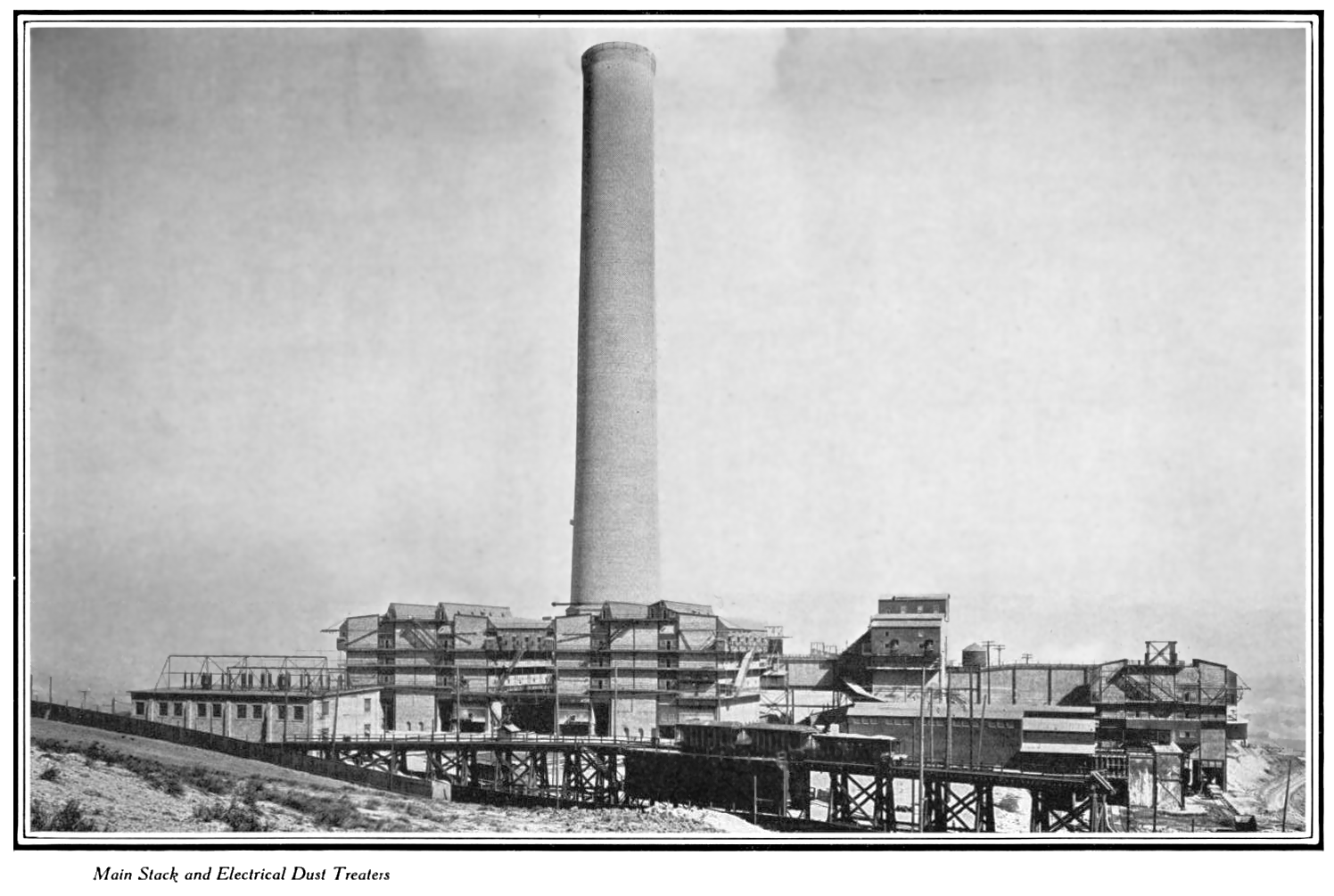
Die Kupferhütte in Anaconda

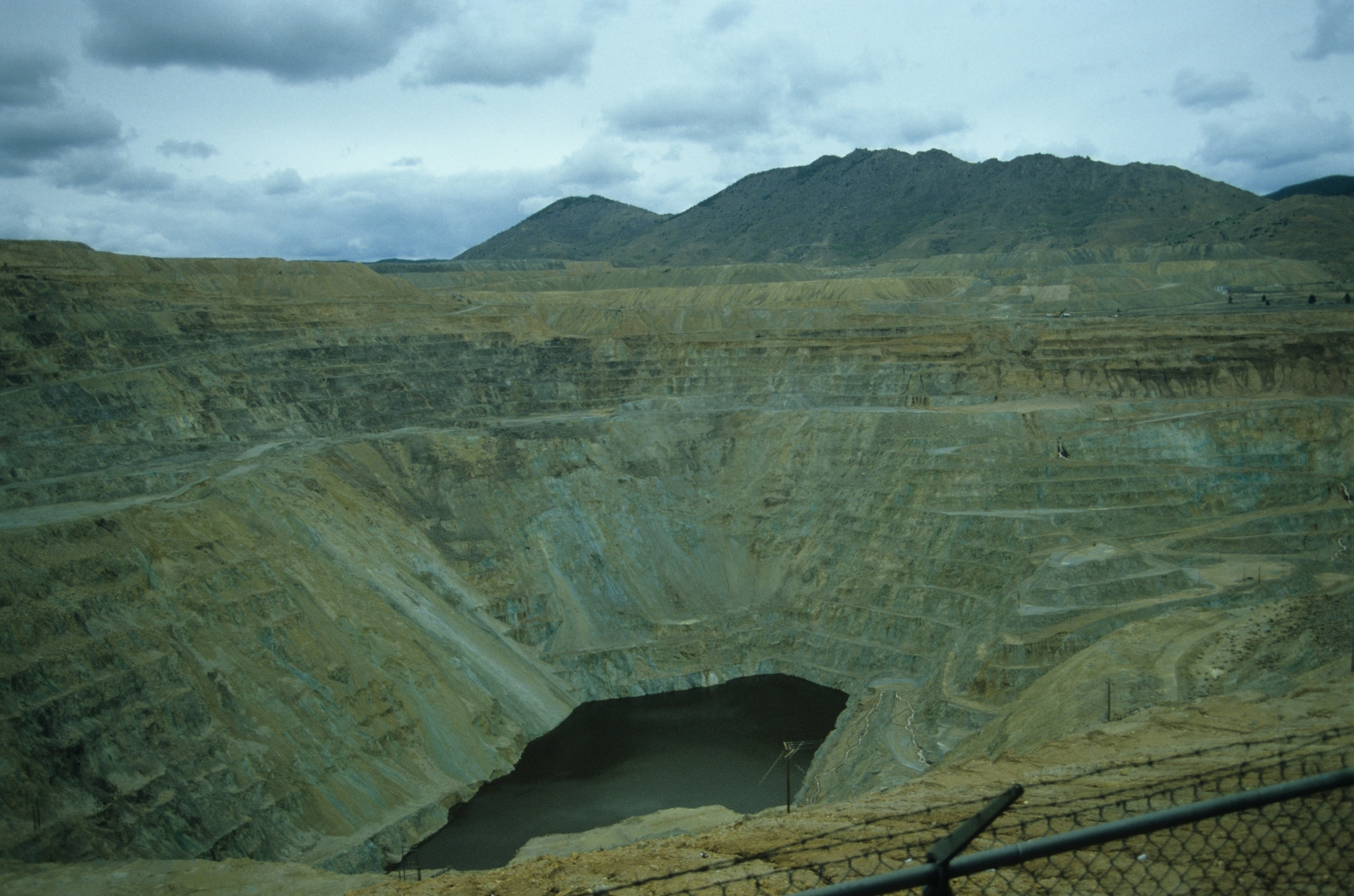
Der Tagebau Berkeley 1984, kurz nach der Stilllegung

Im Jahr 1880 gründete der irische Einwanderer Marcus Daly in Butte die Anaconda Gold and Silver Mining Company. 1882 wurde ein  Kupfergang gefunden und Daly ließ eine Kupferhütte bauen. 1891 änderte die Firma ihren Namen in Anaconda Mining Company und 1895 in Anaconda Copper Mining Company.
Bis 1947 betrieb sie das Kupferbergwerk Anakonda. Neben der Hütte entstand die Bergbausiedlung Anaconda. 1977 wurde Anaconda Copper von der Atlantic Richfield Company (ARCO) aufgekauft.

## Standorte
Die Anaconda Copper Mining Company agierte weltweit und betrieb Bergwerke in den USA, Chile und Mexiko.